# جودو در المپیک تابستانی ۱۹۸۸
جودو در بازی‌های المپیک تابستانی ۱۹۸۸ نام رویداد ورزش جودو در بازی‌های المپیک تابستانی بود که در سال ۱۹۸۸ برگزار شد. این مسابقات از هشت بخش تشکیل شده بود که هر هفت بخش برای مردان بود.
کره جنوبی توانست در این مسابقات با کسب دو طلا و یک برنز برنده شود.

## نتایج
| بازی‌ها                  | طلا                      | نقره                             | برنز                                                         |
| Extra Lightweight 60 kg | کیم جائه-یوپ · کره جنوبی | کوین آسانو · ایالات متحده آمریکا | شینجی هوسوکاوا · ژاپن آمیران توتیکاشویلی · اتحاد شوروی       |
| Half Lightweight 65 kg  | لی کیونگ-کن · کره جنوبی  | یانوش پاووفسکی · لهستان          | برونو کارابتا · فرانسه یوسوکو یاماموتو · ژاپن                |
| Lightweight 71 kg       | مارک آلکساندر · فرانسه   | اسون لول · آلمان شرقی            | مایک اسوین · ایالات متحده آمریکا گیورکی تنادزه · اتحاد شوروی |
| Half Middleweight 78 kg | والدمار لگین · لهستان    | فرانک وینکه · آلمان غربی         | تورستن برشوت · آلمان شرقی بشیر وارائف · اتحاد شوروی          |
| Middleweight 86 kg      | پتر سایسنباخر · اتریش    | ولادیمیر شستاکوف · اتحاد شوروی   | آکینوبو اوساکا · ژاپن بن اسپیکرس · هلند                      |
| Half Heavyweight 95 kg  | آورلو میگل · برزیل       | مارک میلینگ · آلمان غربی         | دنیس استورات · بریتانیای کبیر روبرت فن ده واله · بلژیک       |
| Heavyweight +95 kg      | هیتوشی سایتو · ژاپن      | هنری اشتور · آلمان شرقی          | چو یونگ-چول · کره جنوبی گیورگی وریچف · اتحاد شوروی           |

## جدول مدال‌ها
| رتبه  | کشور                      | طلا | نقره | برنز | مجموع |
| ۱     | کره جنوبی (KOR)           | ۲   | ۰    | ۱    | ۳     |
| ۲     | لهستان (POL)              | ۱   | ۱    | ۰    | ۲     |
| ۳     | ژاپن (JPN)                | ۱   | ۰    | ۳    | ۴     |
| ۴     | فرانسه (FRA)              | ۱   | ۰    | ۱    | ۲     |
| ۵     | اتریش (AUT)               | ۱   | ۰    | ۰    | ۱     |
| ۵     | برزیل (BRA)               | ۱   | ۰    | ۰    | ۱     |
| ۷     | آلمان شرقی (GDR)          | ۰   | ۲    | ۱    | ۳     |
| ۸     | آلمان غربی (FRG)          | ۰   | ۲    | ۰    | ۲     |
| ۹     | اتحاد شوروی (URS)         | ۰   | ۱    | ۴    | ۵     |
| ۱۰    | ایالات متحده آمریکا (USA) | ۰   | ۱    | ۱    | ۲     |
| ۱۱    | بلژیک (BEL)               | ۰   | ۰    | ۱    | ۱     |
| ۱۱    | بریتانیای کبیر (GBR)      | ۰   | ۰    | ۱    | ۱     |
| ۱۱    | هلند (NED)                | ۰   | ۰    | ۱    | ۱     |
| مجموع | مجموع                     | ۷   | ۷    | ۱۴   | ۲۸    |